# Eulophus nebulosus
Eulophus nebulosus är en stekelart som först beskrevs av Léon Abel Provancher 1887.  Eulophus nebulosus ingår i släktet Eulophus och familjen finglanssteklar. Inga underarter finns listade i Catalogue of Life.